# San Lorenzo (Segovia)
San Lorenzo es un barrio situado al noreste de la ciudad española de Segovia, en Castilla y León. En 2021 contaba con una población algo inferior a los 5500 habitantes.
La estructura medieval de núcleo que es similar a la de un pueblo, su cercanía al recinto amurallado de la ciudad y su origen en el medievo han tenido como legado un gran patrimonio cultural.
En su término se encuentra el caserío y despoblado de El Terminillo.

## Ubicación

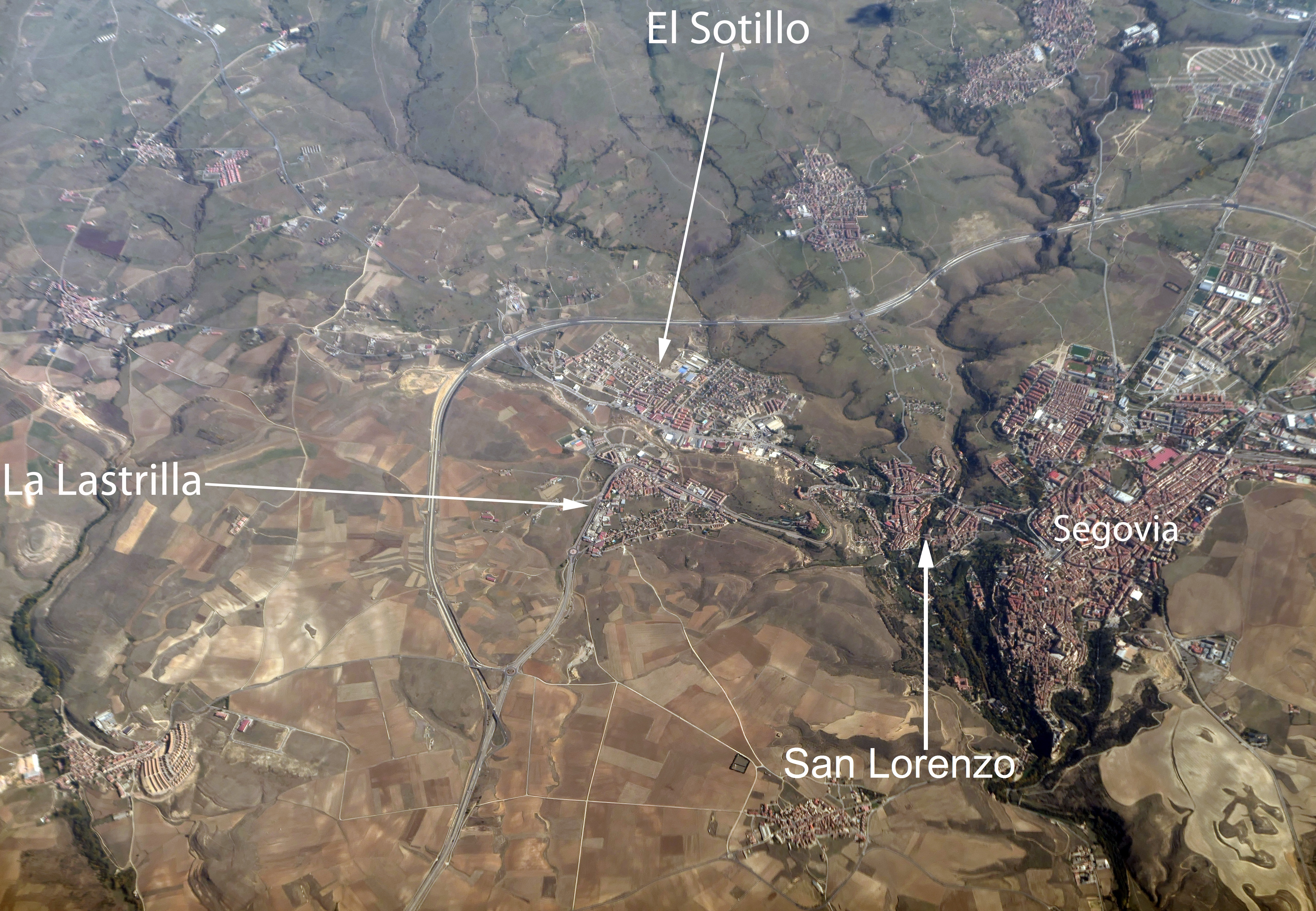
Vista aérea de la zona en la que se ubica San Lorenzo

Está ubicado al noreste de la ciudad, entre el acueducto y el recinto amurallado, los municipios de La Lastrilla y San Cristóbal de Segovia y la confluencia de los ríos Eresma y Ciguiñuela.

## Historia
Tiene su origen en el medievo como arrabal de la ciudad de Segovia. Según algunos historiadores, el barrio pudo haber sido fundado en el siglo IX por mozárabes, que se establecieron en esta zona de la ciudad tras la invasión musulmana de la península ibérica. Sin embargo, la fundación del barrio no está del todo clara y hay diversas teorías al respecto. En todo caso, su fundación debe ser previa a la de su iglesia del siglo XII.
A lo largo de la Edad Media y la Edad Moderna, el barrio de San Lorenzo se fue desarrollando alrededor de la iglesia, con la construcción de numerosas casas y palacios señoriales.
Durante la Guerra de la Independencia, el barrio de San Lorenzo sufrió importantes daños, tanto por la acción de las tropas francesas como por los bombardeos que la ciudad recibió por parte de los aliados británicos. A pesar de ello, el barrio ha conseguido mantener su esencia y su arquitectura tradicional, y hoy en día es uno de los principales atractivos turísticos de Segovia.
Su mayor cercanía a la ciudad propició su continuidad como barrio a diferencia de otros arrabales como San Cristóbal o La Lastrilla que acabarían formando su propio municipio.
Da nombre a la collación que luego constituyó el Sexmo de San Lorenzo, perteneciente a la Comunidad de Ciudad y Tierra de Segovia.

## Cultura

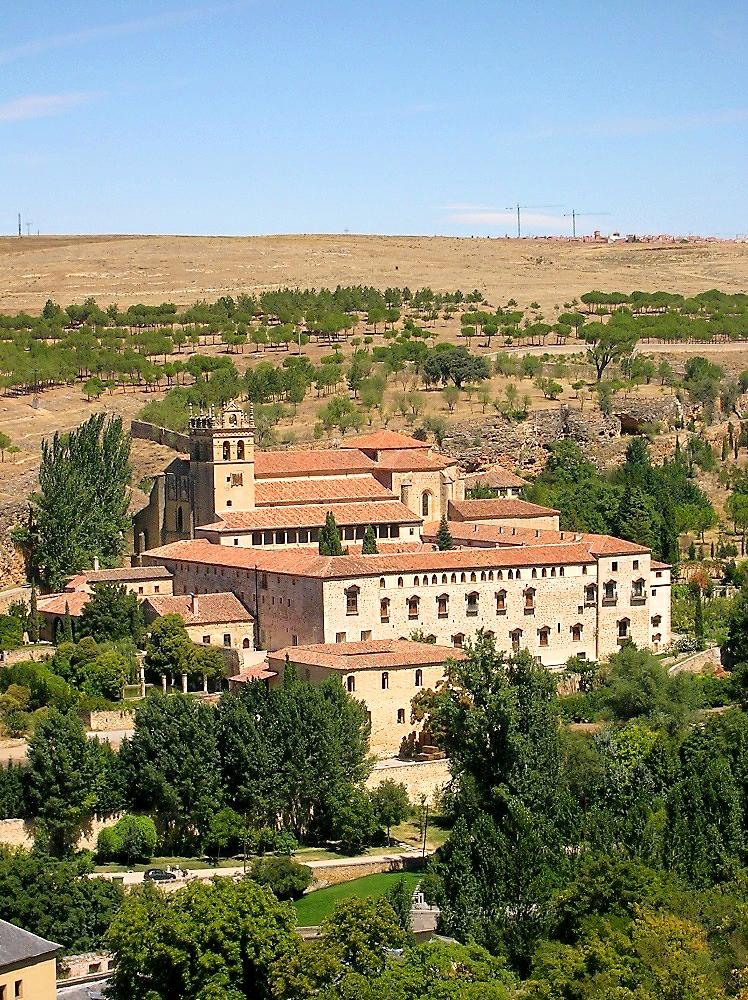
Monasterio de Santa María del Parral

### Patrimonio
- Iglesia de San Lorenzo y su plaza medieval, Bien de Interés Cultural, es de origen románico con añadidos mudéjares, los inicios de su construcción se datarían en el siglo XII;[5]
- Pilón de San Lorenzo;
- Senda de los Molinos en el río Eresma;
- Huertas comunales;
- Monasterio de San Vicente el Real;
- Antigua fábrica de Borra;
- Restos de la Fábrica de loza La Segoviana;
- Restos de la Fábrica de loza de los Ledesma;
- Cacera de Regantes de Enrique IV;[6]
- Convento de Santa Cruz la Real;
- Monasterio de Santa María del Parral;[2]
- El Centro de Interpretación del Barrio de San Lorenzo;[7][8]

### Fiestas

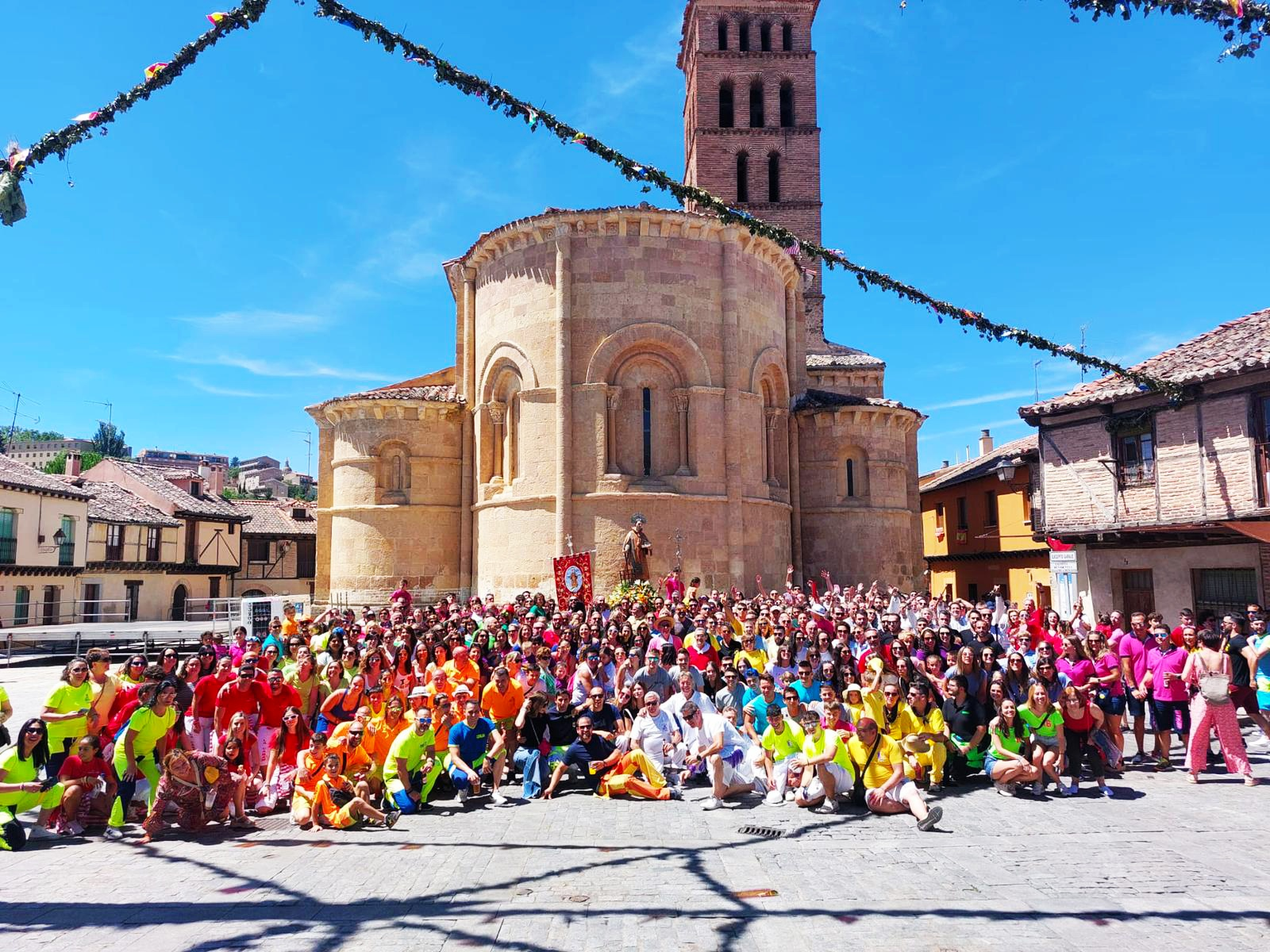
Fiestas patronales de San Lorenzo

- Santa Águeda, el primer domingo de febrero;[9]
- Fiestas patronales de San Lorenzo, la semana del 10 agosto, son las más destacadas de la ciudad. Durante la festividad, se realizan diversas actividades, como procesiones, verbenas, fuegos artificiales y actividades culturales y deportivas.[10][11]